# Adolf Urban
Adolf Urban (ur. 9 stycznia 1914 w Gelsenkirchen, zm. 27 maja 1943 w Aloksinie koło Starej Russy) – niemiecki piłkarz, grający na pozycji napastnika. Zawodnik Schalke Gelsenkirchen, reprezentant kraju.

## Kariera piłkarska
Adolf Urban przez całą karierę klubową był związany z Schalke Gelsenkirchen, z którym w latach 1934–1943 zdobył 6 tytułów mistrzowskich (1934, 1935, 1937, 1939, 1940, 1942) i Puchar Niemiec (1937).
Ostatni mecz w życiu Urban rozegrał w 1943 roku, na Stadionie Olimpijskim w Berlinie w meczu przeciwko Hercie Berlin, kiedy to Schalke Gelsenkirchen wygrało ten mecz 1:3.

## Kariera reprezentacyjna
W reprezentacji III Rzeszy w latach 1935–1942 rozegrał 21 meczów i strzelił 11 bramek. Debiut zaliczył dnia 18 sierpnia 1935 roku w Luksemburgu w wygranym 1:0 meczu towarzyskim z reprezentacją Luksemburga.
Był uczestnikiem nieudanych dla reprezentacji III Rzeszy igrzysk olimpijskich w 1936 w Berlinie, na których zakończyła ona turniej w ćwierćfinale po porażce z reprezentacją Norwegii (0:2).
Był członkiem tzw."Wrocławskiej Jedenastki", która dnia 16 maja 1937 na Hermann Göring Stadion w Breslau wygrała 8:0 z reprezentację Danii, a Adolf Urban strzelił w tym meczu 1 bramkę. Jest jedynym piłkarzem z tej drużyny, który zginął podczas walk II wojny światowej.
Ostatni mecz w reprezentacji III Rzeszy Adolf Urban rozegrał dnia 1 listopada 1942 roku na Adolf-Hitler-Kampfbahn w Stuttgarcie w wygranym 5:1 meczu towarzyskim z reprezentacją Chorwacji.

## Śmierć
Dnia 27 maja 1943 roku w Aloksinie k. Starej Russy Adolf Urban zmarł z ran podczas walk na froncie wschodnim.

## Osiągnięcia
- Mistrzostwo Niemiec: 1934, 1935, 1937, 1939, 1940, 1942
- Puchar Niemiec: 1937